# Krasnołuka
Krasnołuka (ukr. Краснолука) – wieś na Ukrainie w rejonie krzemienieckim należącym do obwodu tarnopolskiego.